# 國立高雄科技大學燕巢校區
國立高雄科技大學燕巢校區位於高雄市燕巢區深中路58號，原為國立高雄應用科技大學燕巢校區，佔地約109.7公頃。2018年2月1日與國立高雄第一科技大學、國立高雄海洋科技大學三校新設合併成國立高雄科技大學為燕巢校區。

## 校區沿革
1993年1月，獲高雄縣政府同意無償撥用燕巢鄉深水農場106.3公頃土地，教育部核准規劃設置國立高雄工商專科學校第二校區。1997年7月，改制為「國立高雄科學技術學院」。2000年7月，奉行政院核定改名「國立高雄應用科技大學」。2015年10月，人文社會學院遷至燕巢校區。
2018年2月1日，國立高雄第一科技大學、國立高雄應用科技大學、國立高雄海洋科技大學三校新設合併成國立高雄科技大學，為建工校區，設有管理、商業智慧、人文社會等三個學院。

## 外部連結
- 國立高雄科技大學 （页面存档备份，存于）